# Comitat de Lika-Senj

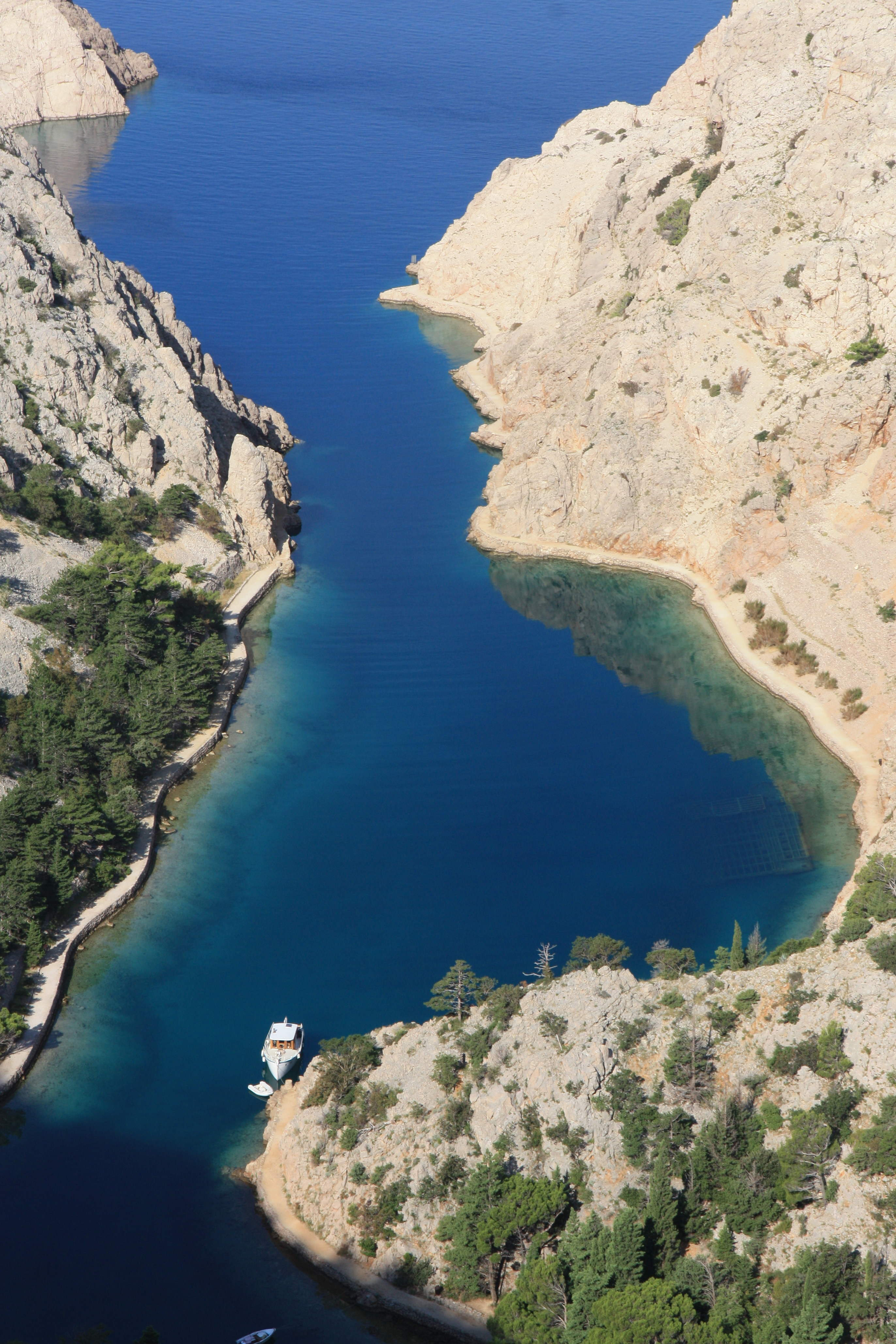
L'aire protégée de Zavratnica dans le comitat de Lika-Senj. Juillet 2016.

Le comitat de Lika-Senj (en croate Ličko-senjska županija) est un comitat dont le chef-lieu est Gospić.
Avec la superficie de 5 353 km2 ce comitat est le plus grand de Croatie. Selon le recensement de 2011, c'est aussi le moins peuplé avec 50 927 habitants soit une densité de population de moins de 10 hab./km2.

## Villes et municipalités
Le comité de Lika-Senj comprend 4 villes et 8 municipalités. 

### Villes
- Gospić (Goszpich) 12 980
- Novalja 3 335
- Otočac (Ottochac) 10 411
- Senj (Zeng) 8 132

### Municipalités
- Brinje 4 108
- Donji Lapac 1 880
- Karlobag (Carlopago) 1 019
- Lovinac 1 096
- Perušić 3 494
- Plitvička Jezera 4 668
- Udbina 1 649
- Vrhovine 905